# Daniel Moncharé
Daniel Ntieche Moncharé (Yaoundé, 24 de janeiro de 1982) é um ex-futebolista profissional canadense que atuava como defensor.

## Carreira
Daniel Moncharé se profissionalizou no Sable Batié.

## Seleção
Daniel Moncharé integrou a Seleção Camaronesa de Futebol na Copa das Confederações FIFA de 2001.